# Hans-Peter Fischer (Theologe)

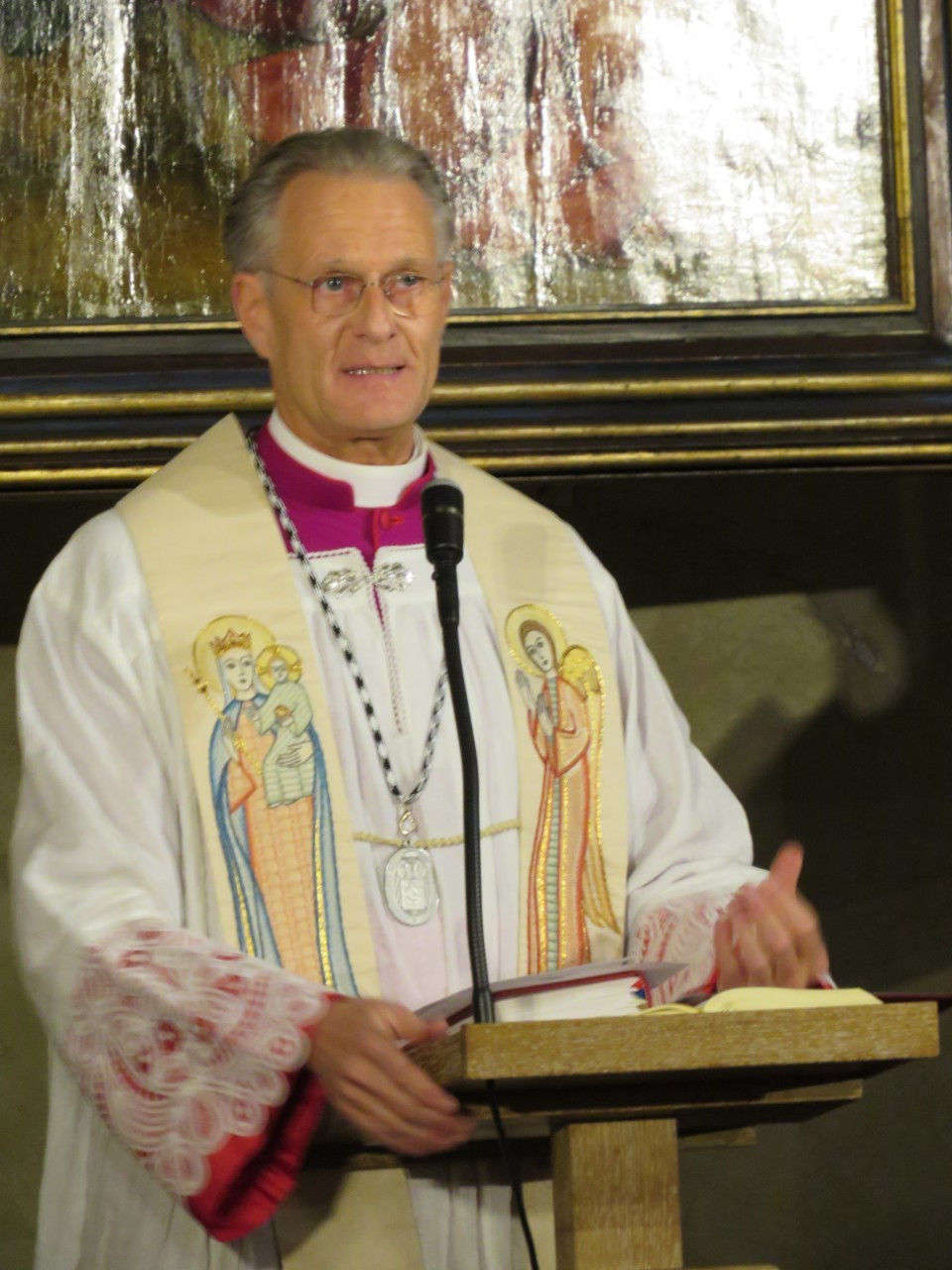
Hans-Peter Fischer predigt am Campo Santo Teutonico im Dezember 2020.

Hans-Peter Fischer (* 10. Juli 1961 in Freiburg im Breisgau) ist ein deutscher römisch-katholischer Theologe, Kirchenrechtler und Kirchenhistoriker.

## Leben
Hans-Peter Fischer wuchs mit sechs Geschwistern in Freiburg auf. Nach dem Studium der Theologie und Philosophie in Freiburg und Rom empfing Fischer am 7. Mai 1989 im Freiburger Münster die Priesterweihe. Seine Primiz feierte er am 14. Mai 1989 in St. Konrad in Freiburg im Breisgau. Nach Tätigkeit in der Seelsorge wurde er 1995 an der Universität Freiburg mit der kirchenhistorischen Arbeit Die Freiburger Erzbischofswahlen 1898 und der Episkopat von Thomas Nörber zum Dr. theol. promoviert. Er war Vikar in Gottmadingen und Pfarradministrator in Bollschweil und Sölden im Schwarzwald. 2001 erwarb er das Lizenziat in Kanonischem Recht am Kirchenrechtlichen Institut der Universität München. Er ist Alumne des Herzoglichen Georgianum in München. 2002 wurde er Stadtpfarrer in Donaueschingen und Leiter der dortigen Seelsorgeeinheit sowie jeweils im Ehrenamt von 2001 bis 2010 Diözesanrichter im Erzbistum München und Freising und von 2004 bis 2010 Diözesanrichter im Erzbistum Freiburg.
Fischer wurde auf Initiative von Robert Zollitsch von der Deutschen Bischofskonferenz mit Wirkung zum 8. Dezember 2010 als Nachfolger von Erwin Gatz zum Rektor des Campo Santo Teutonico und des dazugehörigen Deutschen Priesterkollegs (Pontificio Collegio Teutonico) ernannt. Als Rektor des Kollegs ist er zugleich auch Rektor der am Campo Santo Teutonico angesiedelten „Erzbruderschaft zur Schmerzhaften Muttergottes“ (italienisch Arciconfraternità di Santa Maria della Pietà), die der rechtliche Eigentümer des Campo Santo Teutonico ist. Vom 1. April 2012 bis 1. November 2013 übernahm Fischer zusätzlich die Leitung der deutschen Pilgerseelsorge in Rom. Seit Juni 2013 lehrte er auch als Dozent für Pastoraltheologie und Kirchengeschichte an der Päpstlichen Universität Gregoriana. Der Campo Santo Teutonico teilte auf seiner Webseite mit, dass Fischer am 1. Februar 2017 erneut zum Rektor bestimmt wurde. Eine Entscheidung über seine Nachfolge wurde nach Angaben der zuständigen Kreise bei seinem Wechsel zur Rota im Juli 2017 nicht getroffen. Im Dezember 2022 gab er das Rektorenamt ab.
Papst Franziskus ernannte ihn am 20. Juli 2017 zum Auditor (Richter im Rang eines Prälaten) der Römischen Rota. Wie vor ihm bereits Josef Huber (1992–2010) und Markus Graulich (2011–2014) vertritt er an dem vor allem mit Ehesachen befassten zweithöchsten römisch-katholischen Kirchengericht den deutschen Sprachraum. Fischer legte am 4. Oktober 2017 seinen Amtseid ab und ist der erste Theologe aus dem Erzbistum Freiburg an einem Gericht des Vatikans.
Im Jahr 2000 wurde Fischer vom Kardinalgroßmeister Carlo Furno zum Ritter des Ritterordens vom Heiligen Grab zu Jerusalem ernannt, am 20. Mai 2000 im Aachener Kaiserdom durch Anton Schlembach, Großprior des Ordens, investiert, 2013 zum Offizier und 2016 zum Großoffizier promoviert. 2013 wurde er zum Konventualkaplan des Malteserordens ernannt. Seit 2012 ist er Mitglied der römischen Bruderschaft von Santa Maria dell’Anima. 2015 wurde er in die vatikanische Erzbruderschaft Arciconfraternità Vaticana di Sant’Anna de’ Parafrenieri aufgenommen. 2016 wurde er in den dynastischen Ritterorden der hl. Mauritius und Lazarus investiert.
Hans-Peter Fischer ist seit Studientagen Mitglied der katholischen Studentenverbindung KDStV Aenania München im CV.
Von 2012 bis 2022 war Fischer Mitherausgeber der Römischen Quartalsschrift für Christliche Altertumskunde und Kirchengeschichte.
Seit 2016 ist Fischer Beiratsmitglied der KNA-Promedia-Stiftung in Bonn.

## Veröffentlichungen (Auswahl)
- Die Freiburger Erzbischofswahlen 1898 und der Episkopat von Thomas Nörber. Ein Beitrag zu Diözesangeschichte (= Forschungen zur oberrheinischen Landesgeschichte Bd. 41). Alber Verlag, Freiburg/München 1997, ISBN 3-495-49941-5 (Dissertation).
- mit Albrecht Weiland (Hrsg.): Der Campo Santo Teutonico – eine deutschsprachige Exklave im Vatikan. Schnell und Steiner, Regensburg 2016, ISBN 978-3-7954-3149-5.